# HMS Vortigern (D37)
«Вортігерн» (D37) (англ. HMS Vortigern (D37) — військовий корабель, ескадрений міноносець «Адміралті» типу «V» Королівського військово-морського флоту Великої Британії за часів Першої та Другої світових війн.
«Вортігерн» був закладений 17 січня 1917 року на верфі компанії J. Samuel White & Company у Коузі. 15 жовтня 1917 року він був спущений на воду, а 25 січня 1918 року увійшов до складу Королівських ВМС Великої Британії.
Корабель брав участь у бойових діях на морі в Першій та Другій світових війнах. У роки Другої світової переважно бився в Атлантиці, біля берегів Норвегії, Франції та Англії.

## Історія служби
У липні 1940 року «Вортігерн» разом з іншими кораблями 8-ї та 13-ї флотилій есмінців вийшов у похід та 3 липня взяв участь у сумнозвісному нападі англійської ескадри на французькі військові кораблі, які перебували на військово-морській базі Мерс-ель-Кебір, поблизу Орана (Алжир) у Північній Африці. Напад був частиною операції «Катапульта», спланованої, щоб запобігти захопленню кораблів французьких ВМС Німеччиною та Італією після Комп'єнського перемир'я.
Британці дуже побоювалися, що військовий флот Франції потрапить до рук ворога, тому британська ескадра у складі авіаносця «Арк Роял», лінійного крейсера «Худ», лінкорів «Веліант», «Резолюшн», двох крейсерів та 11 есмінців під командуванням віцеадмірала Дж. Сомервіля атакувала колишнього союзника на рейді ВМБ Мерс-ель-Кебір. Коли французький віцеадмірал М.-Б. Женсуль відхилив пропозиції про ультиматум, британські лінкори відкрили вогонь по французькій базі, де на той час перебували лінкори «Дюнкерк», «Страсбург», «Прованс», «Бретань», гідроавіаносець «Командан Тест» та шість лідерів.
8 липня 1940 року есмінець брав участь у прикритті ударного угруповання, що здійснювало напад на італійський порт Кальярі на Сардинії
31 серпня 1940 року група есмінців та мінних загороджувачів з 5-ї та 20-ї флотилії вийшла з Іммінгама для постановки мінного поля поблизу берегів голландського острову Тесел. Повітряна розвідка виявила вихід німецьких кораблів і керівництво операцією вирішило, що це початок вторгнення на Британські острови. У наслідок нескоординованих дій есмінець «Експрес» наразився на міну й дістав важких пошкоджень; йому на допомогу кинувся «Еск» і, потрапивши на мінне поле, тут же підірвався спочатку на одній морській міні, потім на другій і затонув; загинуло 127 матросів. Наступним став есмінець «Айвенго», який у свою чергу поспішив на поміч, але також підірвався та через невиправні пошкодження і неможливість буксувати його до бази, був затоплений торпедами ескадреного міноносця «Кельвін».
15 березня 1942 року британський есмінець «Вортігерн» перебував на патрулюванні біля східного узбережжя Англії, коли був атакований німецьким швидкісним ударним катером S-104. Унаслідок ураження торпедами корабель затонув поблизу англійського Кромера (Норфолк), загинуло 110 британських моряків, лише 14 врятувалися.